# 尖閣諸島を守る会
尖閣諸島を守る会（せんかくしょとうをまもるかい）とは日本に存在する団体。2010年10月に仲間均を代表として結成。最高顧問は片山さつき。尖閣諸島は日本政府の公式見解と同様に日本固有の領土であると主張し、中国や台湾による領有権に反対している。頑張れ日本!全国行動委員会などの他の団体と合同でイベントを実施していることがある。会のメンバーはチャンネル桜の番組に出演していることがある。2011年1月14日には石垣市八島町で古賀辰四郎尖閣列島開拓記念碑の前で尖閣諸島開拓の日が定められた祝宴を開いた。この会は13回も尖閣諸島に上陸し、その都度始末書を書いている。